# Potentilla nicici
Potentilla nicici är en rosväxtart som beskrevs av Adamovic. Potentilla nicici ingår i Fingerörtssläktet som ingår i familjen rosväxter. Inga underarter finns listade i Catalogue of Life.